# Ministerstwo Informatyki Czech
Ministerstwo Informatyki Czech (cz. Ministerstvo informatiky České republiky, MI) – utworzone na mocy ustawy nr 517/2002 Sb. o wdrażaniu niektórych zmian w systemie organów administracji rządowej i zmianie niektórych ustaw korygującej ustawę nr 2/1969 Sb. o powołaniu ministerstw i innych centralnych organów administracji państwowej Socjalistycznej Republiki Czeskiej. Ministerstwo zostało rozwiązane ustawą nr 110/2007 Sb. o niektórych zmianach w systemie centralnych organów rządowych związanych z likwidacją Ministerstwa Informatyki i o zmianie niektórych ustaw. Jego obowiązki przejęły: Ministerstwo Spraw Wewnętrznych, Ministerstwo Przemysłu i Handlu oraz Ministerstwo Rozwoju Regionalnego. 

## Kompetencje
Wymieniona ustawa (w § 2 ustawy nr 517/2002) określa, że do zakresu obowiązków MI należały:
- technologia informacyjna i komunikacyjna, komunikacja elektroniczna i usługi pocztowe (z wyjątkiem spraw powierzonych czeskiemu Urzędowi Telekomunikacji)
- koordynowanie rozwoju elektronicznego rządu (e-administracja)
- rozpatrywanie uczciwej konkurencji na rynku telekomunikacyjnym i rozwój handlu elektronicznego
- promowanie umiejętności obsługi komputera[1]

## Lista ministrów
| Lp. |  | Minister        |  | Partia      | Okres urzędowania                  | Rząd                                                     |
| --- |  | --------------- |  | ----------- | ---------------------------------- | -------------------------------------------------------- |
| 1.  |  | Vladimír Mlynář |  | US-DEU      | 15 lipca 2002 – 25 kwietnia 2005   | Rząd Vladimíra Špidli Rząd Stanislava Grossa             |
| 2.  |  | Dana Bérová     |  | bezpartyjna | 25 kwietnia 2005 – 4 września 2006 | Rząd Jiříego Paroubka                                    |
| 3.  |  | Ivan Langer     |  | ODS         | 4 września 2006 - 1 lipca 2007     | Pierwszy rząd Mirka Topolánka Drugi rząd Mirka Topolánka |